# 佩特羅沃-維孫西克
47°38′53″N 32°57′21″E / 47.64806°N 32.95583°E
佩特羅沃-維孫西克（烏克蘭語：Петрово-Висунське），是烏克蘭南部的村莊，隸屬尼古拉耶夫州的巴什坦卡區。該村面積0.42平方公里，海拔高度78米，2001年人口36，人口密度每平方公里86.1人。